# 1779年の無敵艦隊
1779年の無敵艦隊 （1779ねんのむてきかんたい、英: Armada of 1779）は、アメリカ独立戦争における仏米同盟の一環として、フランスと新たに参戦したスペインが合同艦隊を形成してイギリス侵攻を狙ったものである。大陸海軍も陽動作戦で参加した。フランス・スペイン連合軍の当初の作戦はワイト島を占領し、続いてイギリス本土のポーツマス海軍基地を落とせば、戦後まで保持しておく考えだった。イギリス海峡では結局戦闘に至らず、連合軍の侵略は実現しなかった。イギリスに与えた脅威によって1588年の無敵艦隊に擬えることもある。

## 背景
1778年、イギリス海軍はウェサン島の海戦でフランス艦隊に対して勝利を掴むことができなかったので、フランス海軍指導部は、さらに艦隊が大きければ勝つことができると考えるようになった。1778年2月にアメリカと仏米同盟条約を結んでいたフランスは、1779年4月12日、スペインと秘密の条約（アランヘスの条約）を結び、イギリスとの戦いに引き込んだ。スペインはアメリカ大陸における植民地に与える影響を恐れて、イギリスに対して反旗を翻したアメリカを公然と支援してはいなかったが、イギリスの支配地に対する直接の作戦ならば参加する意思があった。スペインはイギリスに取られた様々な領土を取り返そうとしていた。特にジブラルタル要塞が焦点であり、地中海への入り口であるそこを保持しておれば、一帯の覇権を確保できるはずだった。1779年6月3日、ブレスト港のフランス艦隊が突然出港して南に向かい、6月16日にはスペインがイギリスに対して宣戦布告した。

## 艦隊の集結

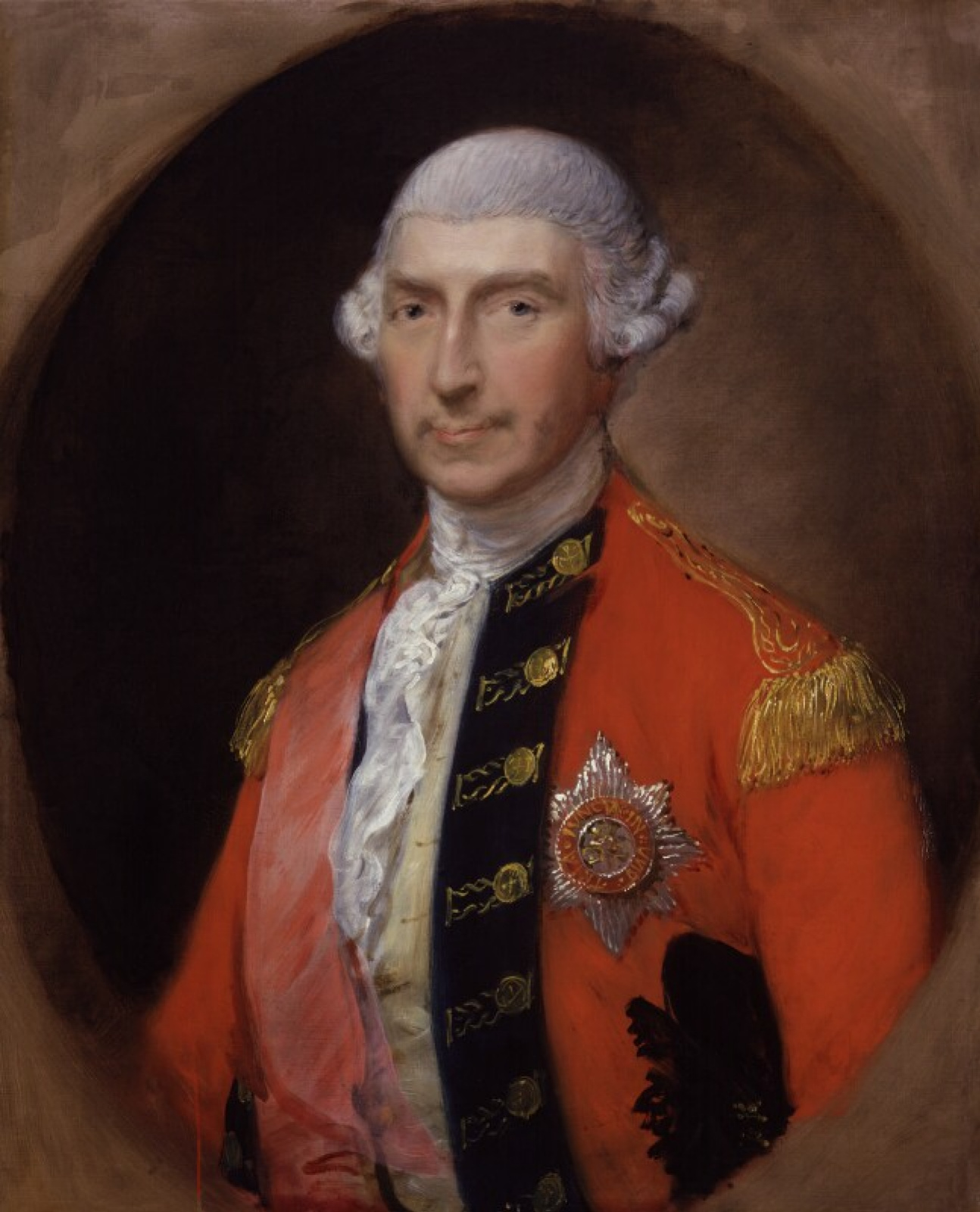
ジェフリー・アマースト、イギリス陸上部隊の指揮官、本土侵略に備えた

ウェサン島の海戦を指揮していたドルビリエール伯爵がフランス艦隊の指揮官であり、その作戦は30艦の戦列艦と多くの小型艦艇を率いて、スペイン北西部ア・コルーニャ近くのシサルガ諸島でスペイン艦隊と落ち合うことだった。フランス艦隊がそこに到着した時、スペイン艦隊はまだ来ていなかった。スペインは後に風向きが悪かったと主張していた。ドルビリエールはスペイン艦隊を待たなければならなかった。ブレストを出港した艦船は、イギリスによる封鎖の可能性を避けるために、意図的に十分に物資を積まずに出てきていた。数週間続いた待期期間に重大な問題が発生した。またスペインで物資を補給する手配も行われなかった。壊血病で乗組員が弱り、乗艦している人員が多かった中で暑い季節だったので、チフスや天然痘が発生した。ドン・ルイス・デ・コルドバ（合同艦隊では副指揮官だった）が指揮するスペイン艦隊は36艦の戦列艦を擁し、やっと7月22日に到着した
フランス北部のル・アーヴルとサン・マロ周辺には緩りと4万名を超える陸兵が集められ、また400隻の輸送船もあった。合同艦隊の目標はイギリス艦隊を動けなくしている間に、陸軍が安全にイギリス海峡を渡り、ワイト島あるいは近くの本土海岸で基地を造り上げてしまうことだった。イギリス艦隊は当時イギリス海峡に40艦足らずの戦列艦を配置し、その指揮官は20年間デスクワークを続けていた64歳のチャールズ・ハーディが就いたばかりだった。7月25日、フランス・スペイン合同艦隊は北に進発し、イギリス艦隊の捕捉を目指したが、逆風のためにその進行は鈍かった。時間の経過とともに、フランス艦隊で蔓延していた病気が、スペイン艦隊でも広がったのが明らかになってきた。ドルビリエ伯爵の一人息子で艦隊の海軍大尉も犠牲になった。また、西インド諸島からのイギリス商船隊2つを捕える機会を見過ごしていた（後にそれらが居たことを知った）。それらは7月31日にプリマスに到着した。合同艦隊は8月11日にウェサン島を過ぎ、イギリス海峡に入った。その3日後、アメリカ国旗を掲げた戦隊（ただしフランス人船員の乗ったフランス船が大半）がフランスのロリアン港を出航した。この戦隊は陽動部隊として北のアイルランドに向かった。この戦隊の指揮を執っていたのはイギリスで恐れられるようになっていた大陸海軍のジョン・ポール・ジョーンズ船長だった。

## イギリス艦隊に対する行動
ドルビリエールはイギリス艦隊がイギリス海峡にいないことを知らなかった。ハーディ提督はフランス艦隊が6月に大西洋に出て行ったことを知ると、シリー諸島沖でパトロールを続けていた。8月14日、イギリス海岸から視認できる海域に大艦隊が出現したことで、警鐘の波がすばやくイギリスの国中に伝えられた。しかしその警鐘は、ハーディのパトロールに加わるために8月15日にプリマス港を出航したイギリス海軍のHMSアーデントには伝わらなかった。8月16日、このとき海峡を東に緩り航行していたフランスとスペインの艦船には、フランスから回航の命令が届いた。陸兵の上陸のための最善の場所をコーンウォールのファルマス近くにすると決められたからだった。ドルビリエはこれが大変悪い着想だと考え、フランス政府に再考を促す返信を送った。その翌日アーデントが合同艦隊の外郭をなすフランス戦隊に出くわしたが、それがイギリス艦隊だと思い込まされ、すぐさま捕獲された。
合同艦隊はプリマス沖で停船し、ドルビリエールの伝言に対する返事を待った。8月18日、東から強風が吹き、艦隊は遥か西、大西洋の方に流された。このことは良い結果も生んだ。再度東方に向かっていた8月25日に、やっとハーディ艦隊の所在が掴めた。合同艦隊は次第に病気や食料不足と闘うのが難しくなっていたので、素早くイギリス艦隊の動きを封じる挙に出ることにした。海戦を強いるつもりでシリー諸島の方向に舵を切ったが、ハーディは戦闘を避けることに決めた。8月31日、その艦隊は霧に隠れて、ランズ・エンド岬を過ぎ、その敵となる可能性のあった艦隊をできるだけイギリスの重要な海軍基地ポーツマスに向かわせるよう誘導した。9月3日、イギリス艦隊は全く損傷の無いまま、防御の厚いソレント海峡に到着し、戦闘の準備に取り掛かった。病気のために日々戦闘員が減っていた合同艦隊にとって、これは大きな問題だった。フランスの作戦参謀は、これ以上上陸を延期すれば、イギリスでの戦いが秋や冬に入ることも認識した。その日、合同艦隊はその作戦を中断し、ブレストへ戻る途に就いた。

## 作戦の後
この侵略の試みはイギリスにとって脅威となり、特にジョン・ポール・ジョーンズの戦隊が東海岸に到着してから直ぐに各地の港への脅威を与えていた。海岸部の防御に大慌ての改良が加えられ、ドーバーのウェスタンハイツに最初の土木工事が行われた。ただし、その主要部分の造作はそれから間もないナポレオンによる侵略作戦に対応するものだった。またポーツマス港のジルキッカー砦も建設された。スペインにとってこの遠征は時間の過大な浪費以外のなにものにもならなかった。ジブラルタルに全力であたるのを妨げられた。ジブラルタル要塞は初期攻撃から1週間後には防御を強化され、終戦まで持ちこたえることになった。フランスにとっては、この遠征が大惨事だった。多くの艦船を海上に出し、数多い陸兵を何か月も乗船港で待たせていたので、その費用は莫大なものとなり、多くの優秀な水兵が病気で死んだ。ドルビリエールはフランスに戻ってから間もなくその職を辞した。フランスとスペインの艦隊は合同での作戦を続けたが、イギリス海軍に直接あたるよりも、孤立したイギリス守備隊に対する上陸部隊の護衛という使い道が多かった。例外と言えば、ジブラルタル包囲戦に参加して失敗したことと、1781年8月に海峡艦隊を追跡して成果を上げられなかったことだった。これは侵略計画との結びつきは無かった。フランス海軍は七年戦争の後で大きく改良されており、このアメリカ独立戦争ではスペインとは別に動いて多くの戦果を挙げた。